# گوهرمرغ بال‌سفید
گوهرمرغ بال‌سفید (نام علمی: Xipholena atropurpurea) نام یک گونه از تیره گوهرمرغان است.